# Opstandingskathedraal (Kiev)
De patriarchale Kathedraal van de Verrijzenis van Christus (Oekraïens: Патріарший Собор Воскресіння Христового) is de hoofdkathedraal van de Oekraïense Grieks-katholieke Kerk. De kathedraal staat op de linkeroever van de Dnjepr in Kiev, de hoofdstad van Oekraïne.

## Geschiedenis
Na de inwijding van de eerste steen van de toekomstige kathedraal, ging de bouw van start op 9 september 2002. Al op 10 oktober 2004 werden, onder bijwoning van alle bisschoppen van de Oekraïense Grieks-katholieke Kerk, de vijf kruisen gewijd en geplaatst op de koepels. De kathedraal, die plaats biedt aan 1.500 gelovigen, werd ingewijd op 27 maart 2011 door groot-aartsbisschop Svjatoslav Sjevtstsjoek.

## Galerij

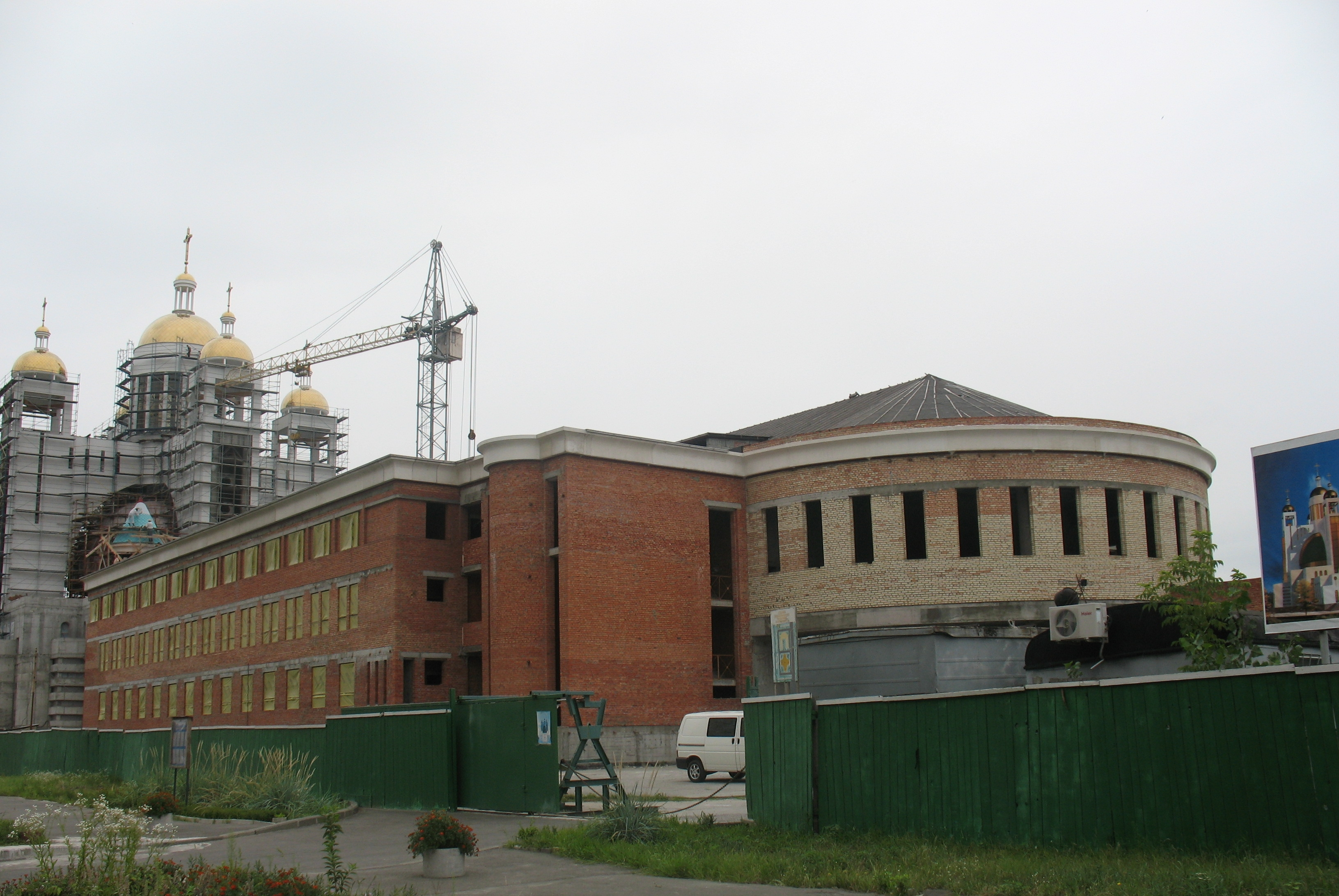
2009
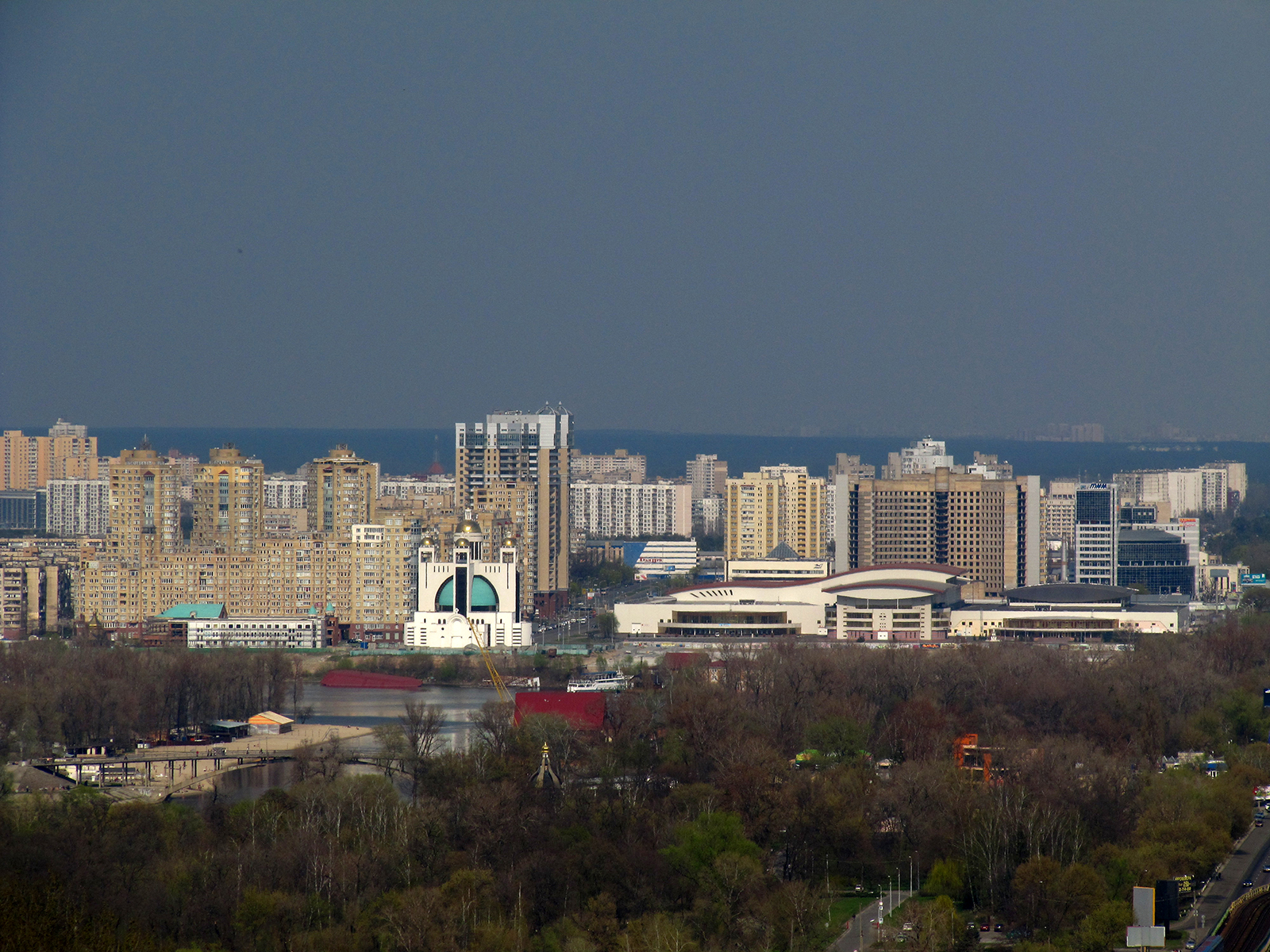